# Sceloporus spinosus
Sceloporus spinosus (східна колюча ігуана) — вид ігуаноподібних ящірок родини фриносомових (Phrynosomatidae). Ендемік Мексики.

## Підвиди
Виділяють три підвиди:
- Sceloporus spinosus apicalis Smith & Smith, 1951;
- Sceloporus spinosus caeruleopunctatus Smith, 1936;
- Sceloporus spinosus spinosus Wiegmann, 1828.

## Поширення і екологія
Східні колючі ігуани широко поширені в Мексиці, від південної Коауїли, Дуранго і Нуево-Леону на південь до Оахаки. Вони живуть в різноманітних природних середовищах, зокрема в сухих чагарникових заростях, ялівцевих і дубових лісах, а також у вторинних лісах та на полях. Зустрічаються на висоті від 1500 до 2300 м над рівнем моря. Живляться комахами. Самиці раз на рік відкладають яйця, в кладці від 10 до 30 яєць.